# Абдала I Бікору
Абдала I Бікору (Абдаллах Бакару) (*д/н — 1182) — 15-й маї (володар) імперії Канем в 1166—1182 роках.

## Життєпис
Походив з династії Сейфуа. Син маї Бірі I та голови одного з племен тубу. Про нього відомостей обмаль. Посів трон 1166 року. Втім перша письмова згадка про нього відноситься до 1076 року.
Помер 11182 року. Йому спадкував син Салмама I.